# Chlamydophila psittaci
Chlamydophila psittaci (dříve Chlamydia psittaci) je velmi malá patogenní bakterie ze skupiny chlamydií, která způsobuje epizootické nákazy u zvířat a psitakózu u člověka. Je to obligátní vnitrobuněčný parazit. Jejím přírodním rezervoárem jsou především ptáci (včetně městských holubů). Lidé se mohou infikovat právě požitím či vdechnutím ptačích tělních tekutin, například moči, slin a trusu.
Inkubační doba je 1-2 týdny, prvotními příznaky jsou bolesti v krku, horečky, bolesti svalů, kloubů, silné bolesti hlavy, nevolnost, zvracení. Mohou se projevit i zánětlivá ložiska v plicích, v krevním oběhu snížený počet bílých krvinek.